# Transports en commun de Besançon
Ne doit pas être confondu avec Ginkgo biloba.
Pour les articles homonymes, voir Ginko et Gingko.
Ginko est une marque déposée appartenant à Grand Besançon Métropole, qui désigne depuis septembre 2002 son service de transport en commun. Ce dernier dessert les 67 communes de Grand Besançon Métropole, à l’aide d’un réseau composé de 2 lignes de tramways, 56 lignes de bus régulières et d’un service de transport à la demande.
Son exploitation est assurée, depuis le 1er janvier 2018 par le groupe Keolis — par l’intermédiaire de sa filiale Keolis Besançon — pour le compte de Grand Besançon Métropole pour les lignes urbaines. Les lignes interurbaines sont exploitees par Mobilite Bourgogne Franche Comte, Keolis Monts Jura et GTV Transports. Le contrat liant la société Keolis Besançon à Grand Besançon Métropole, d’une durée de sept ans, renouvelé, prend fin le 31 décembre 2033.

Logo de Keolis Besançon

## Le réseau
La mise en service du tramway, le 1er septembre 2014, a imposé de modifier l'ensemble des lignes du réseau.

### Tramway

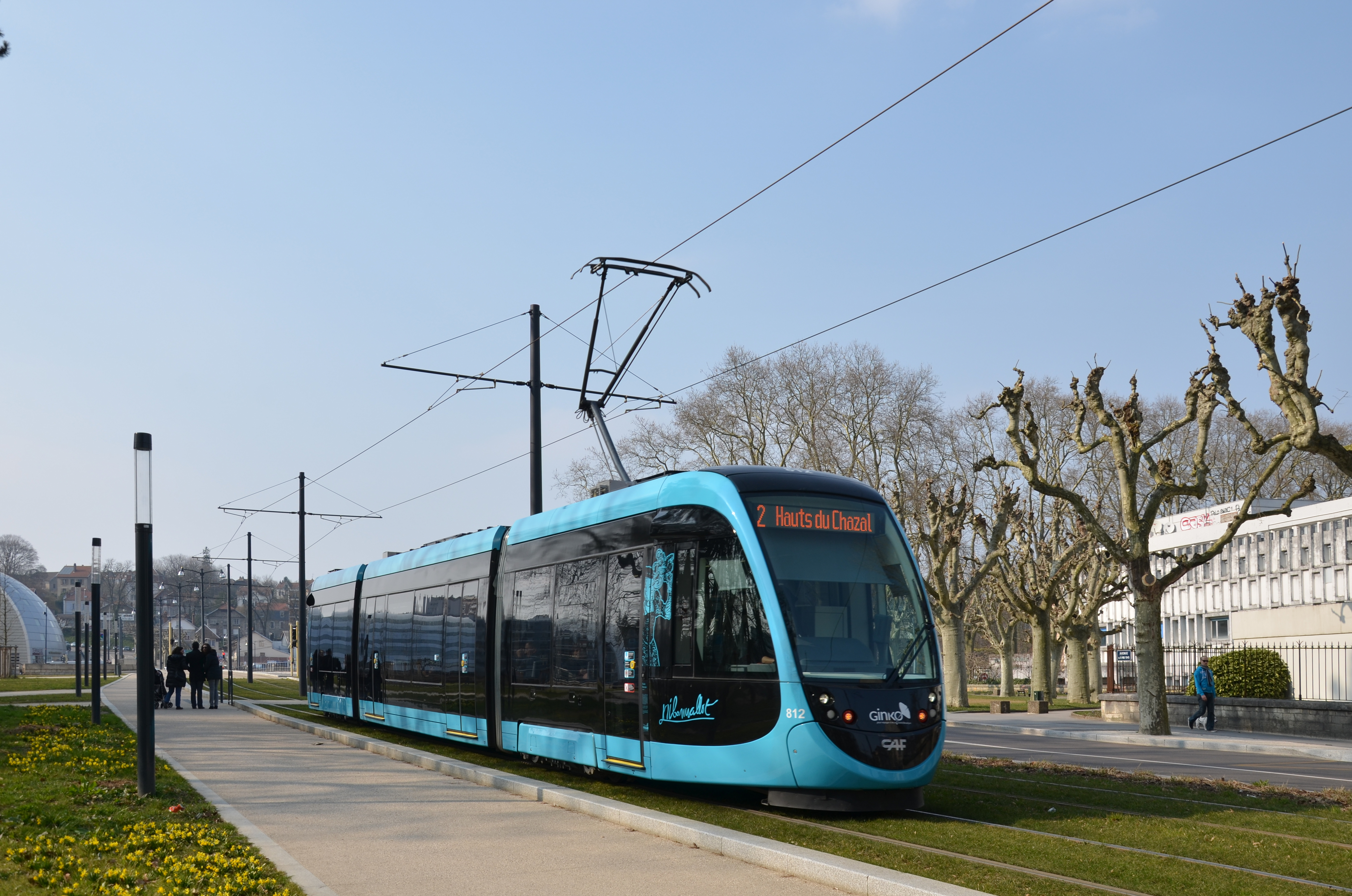
Tramway de la ligne 2, près de la station Chamars.

Les lignes de tramway font partie des lignes « essentielles ».
| No | Parcours                      | Arrêts | Période               | Exploitant                |
| -- | ----------------------------- | ------ | --------------------- | ------------------------- |
| T1 | Hauts du Chazal ↔ Chalezeule  | 29     | L, Ma, Me, J, V, S, D | Keolis Besançon Mobilités |
| T2 | Hauts du Chazal ↔ Gare Viotte | 20     | L, Ma, Me, J, V, S, D | Keolis Besançon Mobilités |

### Lianes (lignes à haut niveau de service)
| No | Parcours                           | Arrêts  | Période               | Amplitude Lundi au Samedi | Amplitude Dimanche | Exploitant                |
| -- | ---------------------------------- | ------- | --------------------- | ------------------------- | ------------------ | ------------------------- |
| L3 | Temis ↔ Centre-Ville — 8 septembre | 17 à 18 | L, Ma, Me, J, V, S, D | 5h30 à 23h30/1h00*        | 7h00 à 23h30       | Keolis Besançon Mobilités |
| L4 | Châteaufarine ↔ Orchamps           | 42      | L, Ma, Me, J, V, S, D | 5h30 à 23h30/1h00*        | 7h00 à 23h30       | Keolis Besançon Mobilités |
| L5 | Saint-Claude ↔ Bregille            | 28      | L, Ma, Me, J, V, S, D | 5h30 à 23h30/1h00*        | 7h00 à 23h30       | Keolis Besançon Mobilités |
| L6 | Founottes/ Temis ↔ Orchamps        | 32/35   | L, Ma, Me, J, V, S, D | 5h30 à 23h30/1h00*        | 7h00 à 23h30       | Keolis Besançon Mobilités |

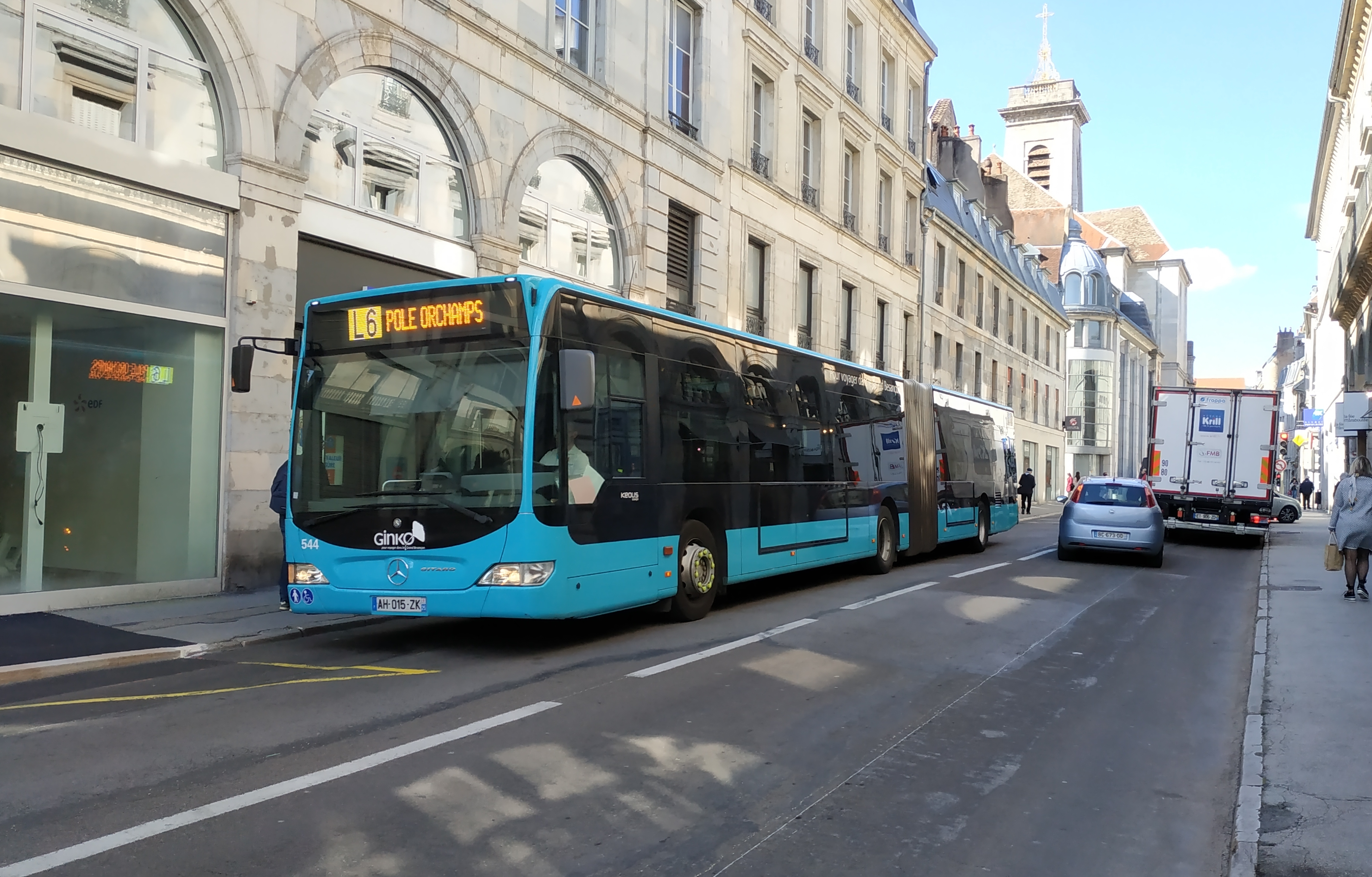
Autobus articulé Mercedes-Benz sur la L6

*circulation de 23h30 à 1h00 du Jeudi au Samedi uniquement
Depuis le samedi 2 septembre 2017, la ligne 3 possède une voie en site propre de la gare Viotte jusqu'à Temis :
- Temis ↔ Campus ↔ Gare Viotte (en site propre) : 15 minutes ;
- Gare Viotte ↔ Centre-ville (8 septembre) : 8 minutes.

Depuis septembre 2021, même ligne dispose d'un service partiel entre les arrêts Crous Université et République, sa section la plus chargée, en heures de pointe en période scolaire.

### Lignes urbaines

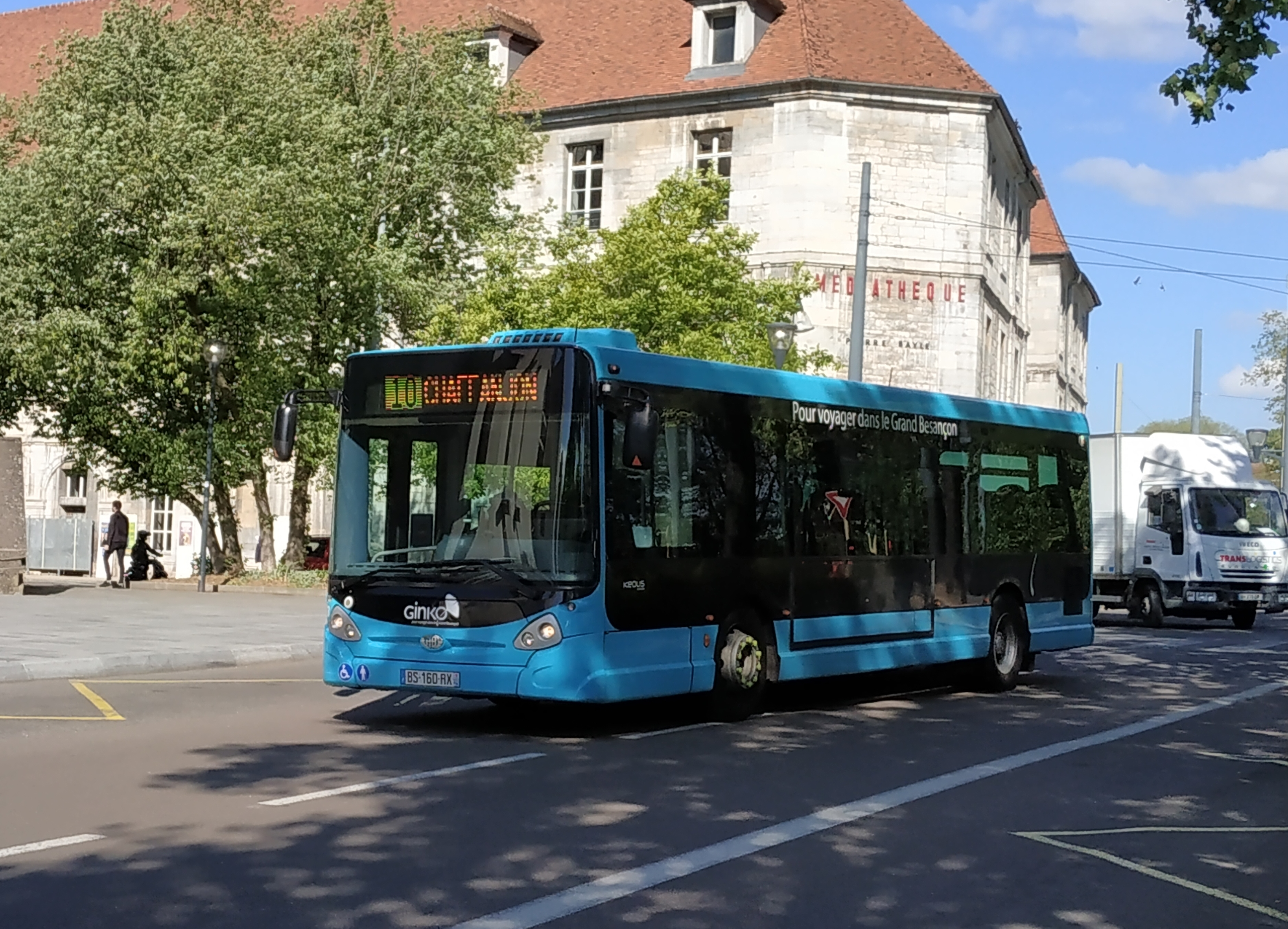
Midibus Heuliez sur la ligne 10

| No | Parcours                                   | Arrêts | Amplitude    | Période            | Exploitant                |
| -- | ------------------------------------------ | ------ | ------------ | ------------------ | ------------------------- |
| 7  | Hauts du Chazal ↔Palente Espace Industriel | 42     | 5h30 à 21h30 | L, Ma, Me, J, V, S | Keolis Besançon Mobilités |
| 8  | Espace Valentin ↔ Battant                  | 27/29  | 6h30 à 23h30 | L, Ma, Me, J, V, S | Keolis Besançon Mobilités |
| 9  | Velotte ↔ Tilleroyes                       | 31     | 6h00 à 20h30 | L, Ma, Me, J, V, S | Keolis Besançon Mobilités |
| 10 | CHRU Minjoz ↔ Chaffanjon                   | 39     | 6h00 à 20h30 | L, Ma, Me, J, V, S | Keolis Besançon Mobilités |
| 11 | Combe Saragosse ↔ Rivotte                  | 22     | 6h15 à 20h30 | L, Ma, Me, J, V, S | Keolis Besançon Mobilités |
| 12 | Temis ↔ Prés-de-Vaux                       | 36     | 6h30 à 19h30 | L, Ma, Me, J, V, S | Keolis Besançon Mobilités |

### Ligne Citadelle
| No              | Parcours            | Arrêts | Période                                                 | Exploitant                |
| --------------- | ------------------- | ------ | ------------------------------------------------------- | ------------------------- |
| Ginko Citadelle | Citadelle ↔ Chamars | 9      | L, Ma, Me, J, V, S, D sauf de fin octobre à début mars. | Keolis Besançon Mobilités |

Du 19 octobre 2015 pour la première et le 25 octobre pour la seconde et jusqu'au 28 février 2016, deux navettes ont été expérimentées par Grand Besançon Métropole et exploitées par Besançon Mobilités via deux Gruau Microbus, : une navette de centre-ville et une navette dominicale entre Tilleroyes et Saint-Claude. Faute de fréquentation suffisante, ces deux navettes ne sont pas reconduites.
La ligne Ginko Citadelle propose un titre de transport incluant l'entrée à la citadelle et ses espaces, ainsi qu'un forfait parking gratuit, pour une somme de 13 € en 2018

### Ligne Piscine Chalezeule
| No            | Parcours                                         | Arrêts | Période                                              | Exploitant        |
| ------------- | ------------------------------------------------ | ------ | ---------------------------------------------------- | ----------------- |
| Ginko Piscine | Piscine de Chalezeule ↔ Besançon — Pôle Orchamps | 2      | L, Ma, Me, J, V, S, D de fin juin à début septembre. | Keolis Monts Jura |

### Ligne Plage d'Osselle
| No                  | Parcours                                     | Arrêts | Période                                    | Exploitant                          |
| ------------------- | -------------------------------------------- | ------ | ------------------------------------------ | ----------------------------------- |
| Ginko Osselle Plage | Osselle — Plage ↔ Besançon — Pôle Micropolis | 18     | L, Ma, Me, J, V, S, D de juin à septembre. | Keolis Monts Jura et GTV Transports |

### Ligne Ginko Chailluz
| No   | Parcours                                     | Arrêts | Période                            | Exploitant |
| ---- | -------------------------------------------- | ------ | ---------------------------------- | ---------- |
| Chai | Forêt de Chailluz ↔ Besançon — Pôle Orchamps | 2      | J, V, S, D de fin juin à fin août. | Nexos      |

### Services complémentaires
Lignes complémentaires :
- 20  : Hauts du Chailluz- Pôle Temis
- 21  : Port Douvot - Pôle Chamars
- 22  : Avanne-Aveney - CHRU Minjoz
- 23  : La Vèze - Pôle Chamars
- 24  : Chaudanne - Pôle Chamars

Services à la demande : 
- Ginko Access
- Ginko Gare
- Ginko Hôpital
- Ginko Cliniques
- Ginko Proxi  A  B  C  D  E  F  G  H  I  J  K  L  M  N  O
- Ginko Proxi TGV  1  2  3  4

Lignes scolaires Diabolo :
- D1  D2  D3  D4  D5  D6  D7  D8  D9  D10  D11

- D101  D104  D110  D111  D112  D114  D122  D123  D124  D125  D126  D127  D128  D129

- D201  D202  D203  D205  D206  D208  D210  D211  D212  D220  D221  D222  D223  D224  D225  D226  D227  D231  D232  D233  D234  D235  D236  D237  D238  D239  D240  D241  D242  D243  D244  D245  D246  D247  D248  D249

- D301  D310  D311  D312  D313  D314  D323  D324

- D401  D402  D403  D404  D405  D406  D407  D410  D411  D412  D413  D414  D415  D416  D417  D418  D420  D421

### Lignes au départ du pôle Micropolis
| No | Parcours                                                               | Arrêts  | Période            | Exploitant            |
| -- | ---------------------------------------------------------------------- | ------- | ------------------ | --------------------- |
| 51 | Busy — Moulinot ↔ Besançon — Pôle Micropolis                           | 11      | L, Ma, Me, J, V, S | Keolis Monts Jura     |
| 52 | Montferrand-le-Château — Stade ↔ Besançon — Pôle Micropolis            | 15      | L, Ma, Me, J, V, S | Keolis Monts Jura     |
| 53 | Saint-Vit — La faucine ↔ Besançon — Pôle Micropolis                    | 8       | L, Ma, Me, J, V, S | GTV/Keolis Monts Jura |
| 54 | Boussières — Chemin de Chaux ↔ Besançon — Pôle Micropolis              | 18 à 19 | L, Ma, Me, J, V, S | Keolis Monts Jura     |
| 55 | Boussières — Maroc ↔ Besançon — Pôle Micropolis                        | 20      | L, Ma, Me, J, V, S | Keolis Monts Jura     |
| 56 | Byans-sur-Doubs/Osselle — Plage ↔ Besançon — Pôle Micropolis           | 18 à 19 | L, Ma, Me, J, V, S | Keolis Monts Jura     |
| 57 | Dannemarie-sur-Crète — Vieilles Perrières ↔ Besançon — Pôle Micropolis | 12 à 13 | L, Ma, Me, J, V, S | GTV                   |
| 58 | Mazerolles-le-Salin — Place du village ↔ Besançon — Pôle Micropolis    | 21      | L, Ma, Me, J, V, S | GTV                   |
| 59 | Saint-Vit — Bois Murie ↔ Besançon — Pôle Micropolis                    | 6       | L, Ma, Me, J, V, S | Keolis Monts Jura     |

### Lignes au départ du pôle Temis
| No | Parcours                                                     | Arrêts  | Période            | Exploitant |
| -- | ------------------------------------------------------------ | ------- | ------------------ | ---------- |
| 61 | Châteaufarine ↔ UFR Santé ↔ Besançon — Pôle Temis            | 18      | L, Ma, Me, J, V, S | Nexos      |
| 62 | Noironte — Place ↔ Besançon — Pôle Temis                     | 14      | L, Ma, Me, J, V, S | Nexos      |
| 63 | Chaucenne — Trois Charmes ↔ Besançon — Pôle Temis            | 17 à 18 | L, Ma, Me, J, V, S | Nexos      |
| 64 | Espace Valentin ↔ Besançon — Pôle Temis                      | 11      | L, Ma, Me, J, V, S | GTV        |
| 65 | Venise — Fontaine Centrale ↔ Devecey ↔ Besançon — Pôle Temis | 20      | L, Ma, Me, J, V, S | Nexos      |
| 66 | Les Auxons — Côteau ↔ Besançon — Pôle Temis                  | 17      | L, Ma, Me, J, V, S | Nexos      |
| 67 | Châtillon-le-Duc — Chemin des Tilles ↔ Besançon — Pôle Temis | 12      | L, Ma, Me, J, V, S | Nexos      |
| 68 | Cussey-sur-l'Ognon École ↔ Besançon — Pôle Temis             | 8       | L, Ma, Me, J, V, S | Nexos      |

### Lignes au départ du pôle Orchamps
| No | Parcours                                                     | Arrêts  | Période            | Exploitant |
| -- | ------------------------------------------------------------ | ------- | ------------------ | ---------- |
| 71 | Chaudefontaine — Fontaine du Haut ↔ Besançon — Pôle Orchamps | 8       | L, Ma, Me, J, V, S | Nexos      |
| 72 | (Circulaire) Besançon — Pôle Orchamps via Thise              | 15      | L, Ma, Me, J, V, S | Nexos      |
| 73 | Amagney — Malmaison ↔ Besançon — Pôle Orchamps               | 16 à 17 | L, Ma, Me, J, V, S | Nexos      |
| 74 | Deluz — Chapelle ↔ Besançon — Pôle Orchamps                  | 12 à 13 | L, Ma, Me, J, V, S | Nexos      |
| 75 | Vaire-Arcier — Village ↔ Besançon — Pôle Orchamps            | 8       | L, Ma, Me, J, V, S | Nexos      |
| 76 | Bregille - Gravirot ↔ Besançon - Pôle Orchamps               | 17 à 18 | L, Ma, Me, J, V, S | Nexos      |

### Lignes au départ du pôle Saint-Jacques
| No | Parcours                                                             | Arrêts | Période            | Exploitant        |
| -- | -------------------------------------------------------------------- | ------ | ------------------ | ----------------- |
| 81 | Nancray Maisons Comtoises ↔ Besançon Chamars-Pôle Saint-Jacques      | 14     | L, Ma, Me, J, V, S | Keolis Monts Jura |
| 82 | Montfaucon Jonquilles ↔ Besançon Chamars-Pôle Saint-Jacques          | 16     | L, Ma, Me, J, V, S | Keolis Monts Jura |
| 83 | Mamirolle Place ↔ Saône Étoile ↔ Besançon Chamars-Pôle Saint-Jacques | 17     | L, Ma, Me, J, V, S | Keolis Monts Jura |
| 84 | Saône Loupiots ↔ Besançon — Pôle Micropolis                          | 6      | L, Ma, Me, J, V, S | Keolis Monts Jura |
| 85 | Fontain Le Croc ↔ Besançon Chamars-Pôle Saint-Jacques                | 22     | L, Ma, Me, J, V, S | Keolis Monts Jura |
| 86 | Pugey Les Clairons ↔ Besançon Chamars-Pôle Saint-Jacques             | 21     | L, Ma, Me, J, V, S | Keolis Monts Jura |
| 87 | La Malate Ruisseau ↔ Besançon St Amour                               | 11     | L, Ma, Me, J, V, S | Keolis Monts Jura |

## Véhicules

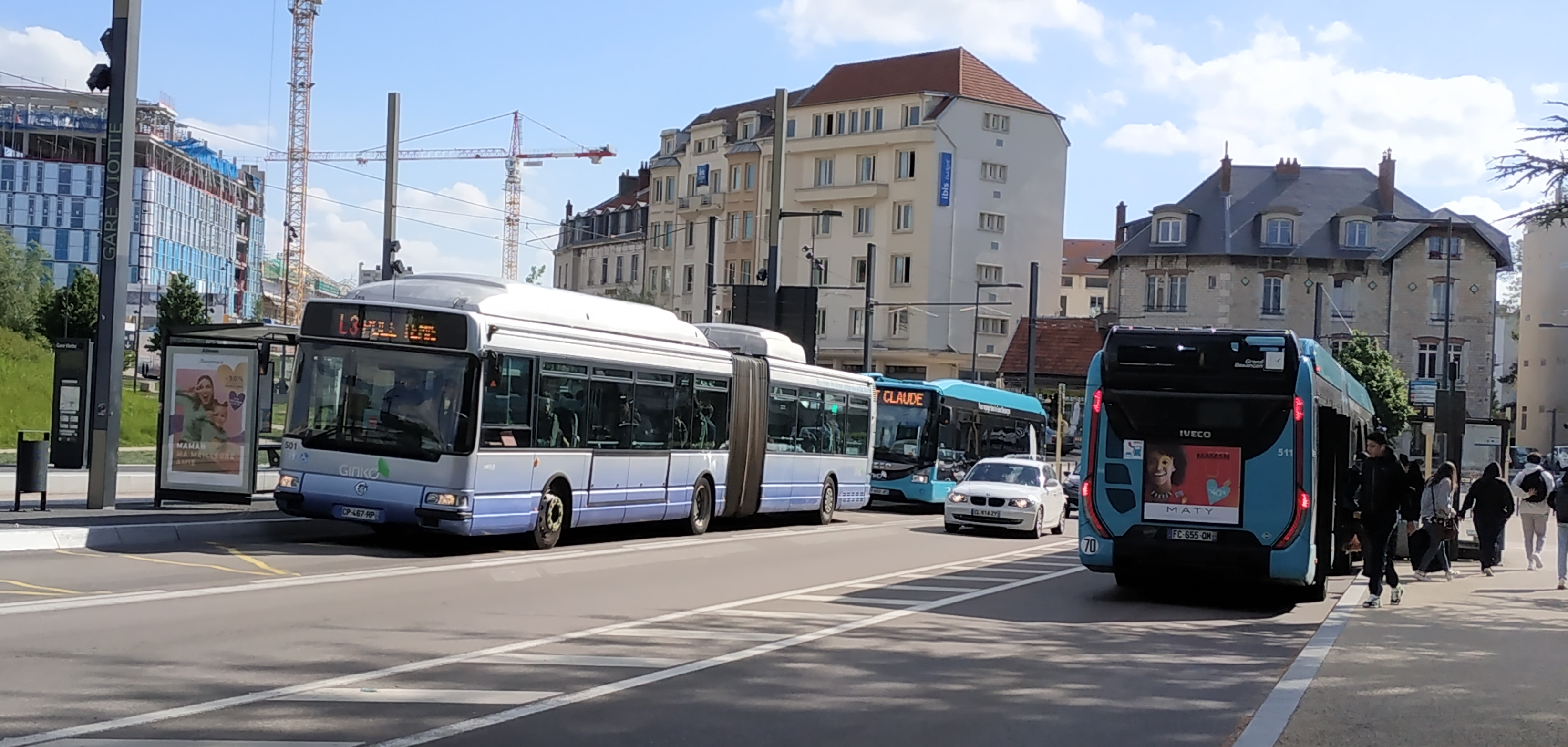
Autobus standards et articulés dans l'ancienne et la nouvelle livrée à la gare de Besançon Viotte

### Minibus PMR
- 5 Fiat Ducato TPMR nos 16 à 20
- 3 Renault Master TPMR (occasion), n°12 et n°22 et 23
- 1 Ford Transit TPMR (occasion), n°21

### Midibus
21 véhicules, répartis en :
- 8/10 Heuliez GX 127 L n°88 à 95

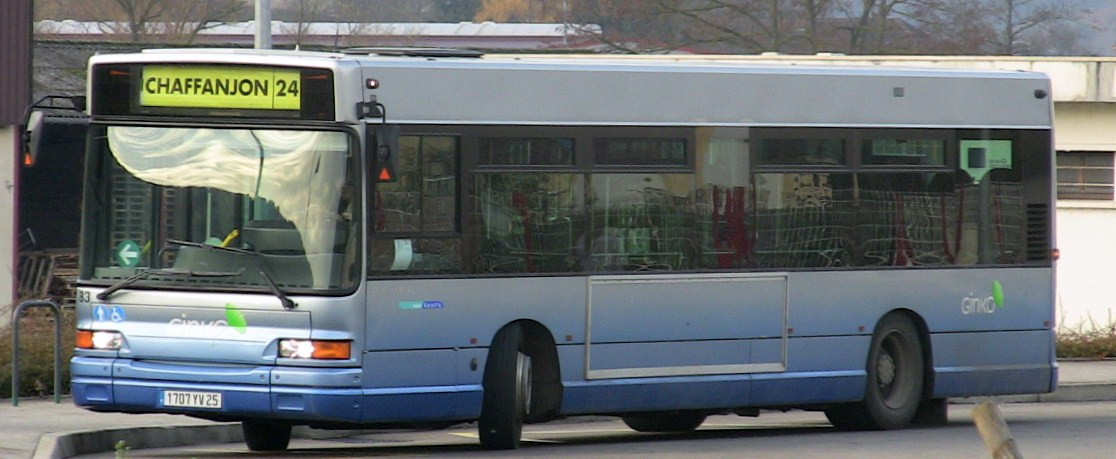
Un Heuliez GX 117 Ginko. Ancienne livrée.

- 9/9 Heuliez GX 137 L n°96 à 99 et 50 à 54
- 4/4 Heuliez GX 137 L électrique n°55 a 58

En détail :
| No de parc | Modèle        | Constructeur | Mise en service / Livré en | Livrée                      |
| ---------- | ------------- | ------------ | -------------------------- | --------------------------- |
| 50         | GX 137 L      | Heuliez Bus  | 2020                       | Turquoise                   |
| 51         | GX 137 L      | Heuliez Bus  | 2020                       | Turquoise                   |
| 52         | GX 137 L      | Heuliez Bus  | 2021                       | Turquoise                   |
| 53         | GX 137 L      | Heuliez Bus  | 2021                       | Turquoise                   |
| 54         | GX 137 L      | Heuliez Bus  | 2021                       | Turquoise                   |
| 55         | GX 137 L Elec | Heuliez Bus  | 2023                       | Turquoise                   |
| 56         | GX 137 L Elec | Heuliez Bus  | 2023                       | Turquoise                   |
| 57         | GX 137 L Elec | Heuliez Bus  | 2025                       | Turquoise                   |
| 58         | GX 137 L Elec | Heuliez Bus  | 2025                       | Turquoise                   |
| 88         | GX 127 L      | Heuliez Bus  | 2008                       | Turquoise (repeint en 2021) |
| 89         | GX 127 L      | Heuliez Bus  | 2009                       | Turquoise (repeint en 2017) |
| 90         | GX 127 L      | Heuliez Bus  | 2010                       | Turquoise (repeint en 2016) |
| 91         | GX 127 L      | Heuliez Bus  | 2011                       | Turquoise (repeint en 2016) |
| 92         | GX 127 L      | Heuliez Bus  | 2011                       | Turquoise (repeint en 2016) |
| 93         | GX 127 L      | Heuliez Bus  | 2011                       | Turquoise (repeint en 2016) |
| 94         | GX 127 L      | Heuliez Bus  | 2012                       | Turquoise (repeint en 2016) |
| 95         | GX 127 L      | Heuliez Bus  | 2012                       | Turquoise (repeint en 2015) |
| 96         | GX 137 L      | Heuliez Bus  | 2015                       | Turquoise (repeint en 2016) |
| 97         | GX 137 L      | Heuliez Bus  | 2015                       | Turquoise (repeint en 2016) |
| 98         | GX 137 L      | Heuliez Bus  | 2015                       | Turquoise                   |
| 99         | GX 137 L      | Heuliez Bus  | 2015                       | Turquoise                   |

### Standards
47 véhicules, répartis en :
- 4/4 Heuliez GX 327 n°125 à 128

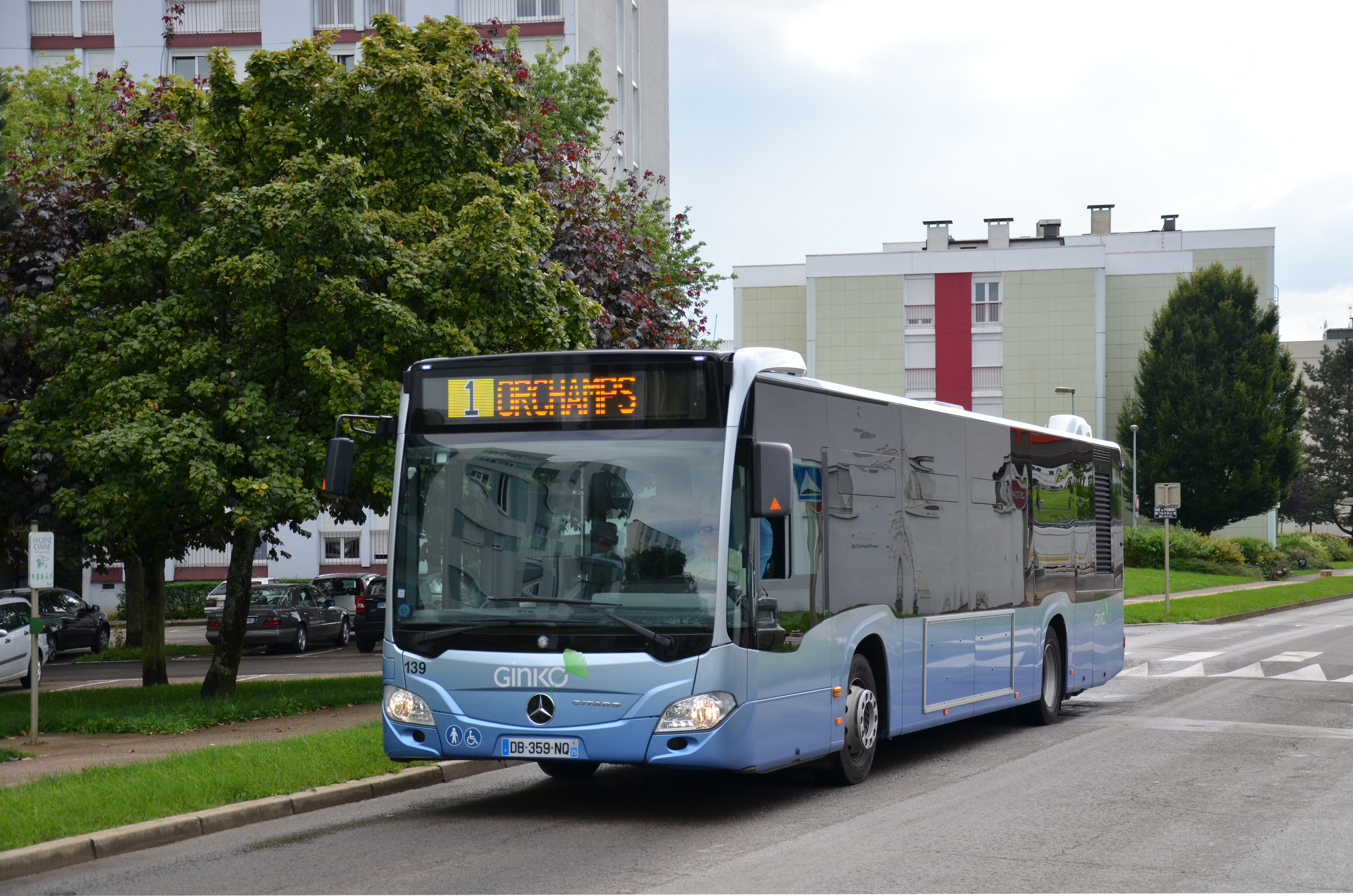
Ancienne ligne 1 du réseau Ginko. Ancienne livrée.

- 9/9 Mercedes-Benz Citaro C1 Facelift n°129 à 136 et n°153.
- 5/5 Mercedes-Benz Citaro C2 n°137 à 141
- 10/10 Iveco Bus Urbanway 12 BHNS n°142 à 151
- 2/42 Heuliez GX 317 GNV n°437 et 442 (série en cours de réforme)
- 9/10 Heuliez GX 327 GNV n°443 à 447, 449 à 452 (448 réformé à la suite d'un accident)
- 6/6 Iveco Bus Urbanway 12 BHNS GNV n°453 à 458
- 2/2 Iveco Bus Urbanway 12 GNV BHNS €6 step E n°459 à 460

En détail :
| No de parc | Modèle                         | Constructeur  | Mise en service / Livré en | Livrée                      |
| ---------- | ------------------------------ | ------------- | -------------------------- | --------------------------- |
| 125        | GX 327                         | Heuliez Bus   | 2006                       | Turquoise (repeint en 2023) |
| 126        | GX 327                         | Heuliez Bus   | 2006                       | Dégradé ancien              |
| 127        | GX 327                         | Heuliez Bus   | 2008                       | Dégradé ancien              |
| 128        | GX 327                         | Heuliez Bus   | 2008                       | Dégradé ancien              |
| 129        | Citaro C1 Facelift             | Mercedes-Benz | 2010                       | Turquoise (repeint en 2016) |
| 130        | Citaro C1 Facelift             | Mercedes-Benz | 2010                       | Turquoise (repeint en 2016) |
| 131        | Citaro C1 Facelift             | Mercedes-Benz | 2010                       | Turquoise (repeint en 2016) |
| 132        | Citaro C1 Facelift             | Mercedes-Benz | 2010                       | Turquoise (repeint en 2016) |
| 133        | Citaro C1 Facelift             | Mercedes-Benz | 2010                       | Turquoise (repeint en 2016) |
| 134        | Citaro C1 Facelift             | Mercedes-Benz | 2010                       | Turquoise (repeint en 2016) |
| 135        | Citaro C1 Facelift             | Mercedes-Benz | 2011                       | Turquoise (repeint en 2016) |
| 136        | Citaro C1 Facelift             | Mercedes-Benz | 2011                       | Turquoise (repeint en 2015) |
| 137        | Citaro C2                      | Mercedes-Benz | 2014                       | Turquoise (repeint en 2016) |
| 138        | Citaro C2                      | Mercedes-Benz | 2014                       | Turquoise (repeint en 2016) |
| 139        | Citaro C2                      | Mercedes-Benz | 2014                       | Turquoise (repeint en 2016) |
| 140        | Citaro C2                      | Mercedes-Benz | 2014                       | Turquoise (repeint en 2014) |
| 141        | Citaro C2                      | Mercedes-Benz | 2014                       | Turquoise (repeint en 2016) |
| 142        | Urbanway 12 BHNS               | Iveco Bus     | 2015                       | Turquoise (repeint en 2016) |
| 143        | Urbanway 12 BHNS               | Iveco Bus     | 2015                       | Turquoise (repeint en 2016) |
| 144        | Urbanway 12 BHNS               | Iveco Bus     | 2015                       | Turquoise                   |
| 145        | Urbanway 12 BHNS               | Iveco Bus     | 2015                       | Turquoise                   |
| 146        | Urbanway 12 BHNS               | Iveco Bus     | 2015                       | Turquoise                   |
| 147        | Urbanway 12 BHNS               | Iveco Bus     | 2015                       | Turquoise                   |
| 148        | Urbanway 12 BHNS               | Iveco Bus     | 2015                       | Turquoise                   |
| 149        | Urbanway 12 BHNS               | Iveco Bus     | 2015                       | Turquoise                   |
| 150        | Urbanway 12 BHNS               | Iveco Bus     | 2015                       | Turquoise                   |
| 151        | Urbanway 12 BHNS               | Iveco Bus     | 2015                       | Turquoise                   |
| 442        | GX 317 GNV (Cursor 8)          | Heuliez Bus   | 2004                       | Dégradé ancien              |
| 443        | GX 327 GNV                     | Heuliez Bus   | 2006                       | Dégradé ancien              |
| 444        | GX 327 GNV                     | Heuliez Bus   | 2006                       | Dégradé ancien              |
| 445        | GX 327 GNV                     | Heuliez Bus   | 2006                       | Dégradé ancien              |
| 446        | GX 327 GNV                     | Heuliez Bus   | 2006                       | Dégradé ancien              |
| 447        | GX 327 GNV                     | Heuliez Bus   | 2007                       | Dégradé ancien              |
| 449        | GX 327 GNV                     | Heuliez Bus   | 2007                       | Dégradé ancien              |
| 450        | GX 327 GNV                     | Heuliez Bus   | 2007                       | Dégradé ancien              |
| 451        | GX 327 GNV                     | Heuliez Bus   | 2008                       | Dégradé ancien              |
| 452        | GX 327 GNV                     | Heuliez Bus   | 2008                       | Dégradé ancien              |
| 453        | Urbanway 12 BHNS GNV           | Iveco Bus     | 2020                       | Turquoise                   |
| 454        | Urbanway 12 BHNS GNV           | Iveco Bus     | 2020                       | Turquoise                   |
| 455        | Urbanway 12 BHNS GNV           | Iveco Bus     | 2020                       | Turquoise                   |
| 456        | Urbanway 12 BHNS GNV           | Iveco Bus     | 2020                       | Turquoise                   |
| 457        | Urbanway 12 BHNS GNV           | Iveco Bus     | 2020                       | Turquoise                   |
| 458        | Urbanway 12 BHNS GNV           | Iveco Bus     | 2020                       | Turquoise                   |
| 459        | Urbanway 12 GNV BHNS €6 step E | Iveco Bus     | 2024                       | Turquoise                   |
| 460        | Urbanway 12 GNV BHNS €6 step E | Iveco Bus     | 2024                       | Turquoise                   |

### Articulés
42 véhicules, répartis en :

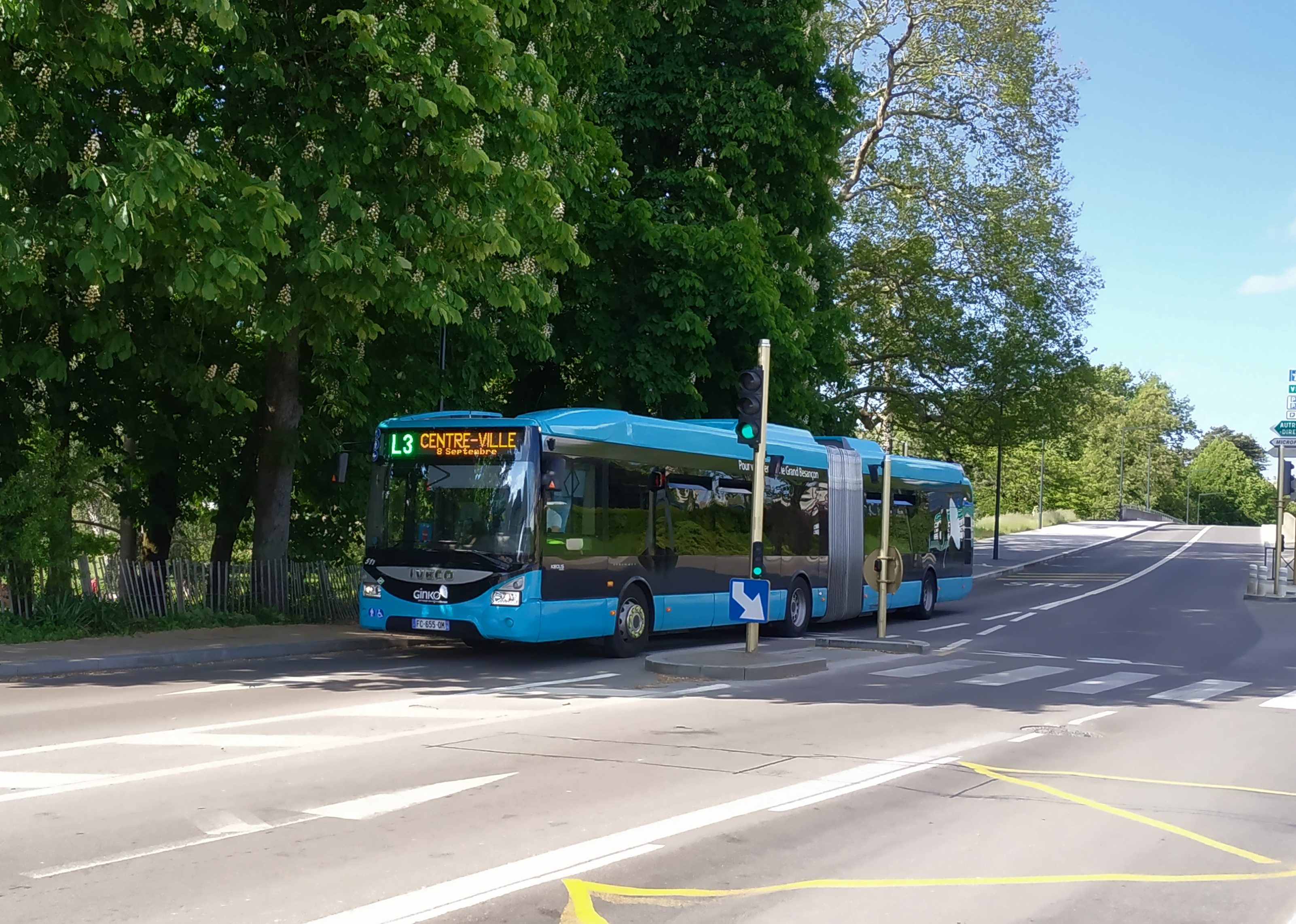
Iveco Urbanway 18 BHNS à la Gare de Besançon

- 14/14 Iveco Bus Urbanway 18 GNV BHNS n°510 à 523
- 3/3 Iveco Bus Urbanway 18 GNV BHNS €6 step E n°524 à 526
- 2/2 Mercedes-Benz Citaro G C1 n° 535-536
- 12/12 Mercedes-Benz Citaro G C1 Facelift n°537 à 548
- 7/7 Solaris Urbino 18 III n°549 à 555
- 4/4 Solaris Urbino 18 IV n°556 à 559

En détail :
| No de parc | Modèle                         | Constructeur  | Mise en service / Livré en | Livrée                      |
| ---------- | ------------------------------ | ------------- | -------------------------- | --------------------------- |
| 510        | Urbanway 18 GNV BHNS           | Iveco Bus     | 2018                       | Turquoise                   |
| 511        | Urbanway 18 GNV BHNS           | Iveco Bus     | 2019                       | Turquoise                   |
| 512        | Urbanway 18 GNV BHNS           | Iveco Bus     | 2019                       | Turquoise                   |
| 513        | Urbanway 18 GNV BHNS           | Iveco Bus     | 2019                       | Turquoise                   |
| 514        | Urbanway 18 GNV BHNS           | Iveco Bus     | 2019                       | Turquoise                   |
| 515        | Urbanway 18 GNV BHNS           | Iveco Bus     | 2020                       | Turquoise                   |
| 516        | Urbanway 18 GNV BHNS           | Iveco Bus     | 2020                       | Turquoise                   |
| 517        | Urbanway 18 GNV BHNS           | Iveco Bus     | 2020                       | Turquoise                   |
| 518        | Urbanway 18 GNV BHNS           | Iveco Bus     | 2020                       | Turquoise                   |
| 519        | Urbanway 18 GNV BHNS           | Iveco Bus     | 2020                       | Turquoise                   |
| 520        | Urbanway 18 GNV BHNS           | Iveco Bus     | 2020                       | Turquoise                   |
| 521        | Urbanway 18 GNV BHNS           | Iveco Bus     | 2021                       | Turquoise                   |
| 522        | Urbanway 18 GNV BHNS           | Iveco Bus     | 2021                       | Turquoise                   |
| 523        | Urbanway 18 GNV BHNS           | Iveco Bus     | 2021                       | Turquoise                   |
| 524        | Urbanway 18 GNV BHNS €6 step E | Iveco Bus     | 2022                       | Turquoise                   |
| 525        | Urbanway 18 GNV BHNS €6 step E | Iveco Bus     | 2022                       | Turquoise                   |
| 526        | Urbanway 18 GNV BHNS €6 step E | Iveco Bus     | 2022                       | Turquoise                   |
| 535        | Citaro G C1                    | Mercedes-Benz | 2006                       | Dégradé ancien              |
| 536        | Citaro G C1                    | Mercedes-Benz | 2006                       | Dégradé ancien              |
| 537        | Citaro G C1 Facelift           | Mercedes-Benz | 2007                       | Dégradé ancien              |
| 538        | Citaro G C1 Facelift           | Mercedes-Benz | 2007                       | Dégradé ancien              |
| 539        | Citaro G C1 Facelift           | Mercedes-Benz | 2008                       | Dégradé ancien              |
| 540        | Citaro G C1 Facelift           | Mercedes-Benz | 2008                       | Dégradé ancien              |
| 541        | Citaro G C1 Facelift           | Mercedes-Benz | 2009                       | Dégradé ancien              |
| 542        | Citaro G C1 Facelift           | Mercedes-Benz | 2009                       | Dégradé ancien              |
| 543        | Citaro G C1 Facelift           | Mercedes-Benz | 2010                       | Turquoise (repeint en 2016) |
| 544        | Citaro G C1 Facelift           | Mercedes-Benz | 2010                       | Turquoise (repeint en 2016) |
| 545        | Citaro G C1 Facelift           | Mercedes-Benz | 2010                       | Turquoise (repeint en 2015) |
| 546        | Citaro G C1 Facelift           | Mercedes-Benz | 2011                       | Turquoise (repeint en 2015) |
| 547        | Citaro G C1 Facelift           | Mercedes-Benz | 2011                       | Turquoise (repeint en 2015) |
| 548        | Citaro G C1 Facelift           | Mercedes-Benz | 2012                       | Turquoise (repeint en 2015) |
| 549        | Urbino 18 III                  | Solaris       | 2014                       | Turquoise (repeint en 2015) |
| 550        | Urbino 18 III                  | Solaris       | 2014                       | Turquoise (repeint en 2015) |
| 551        | Urbino 18 III                  | Solaris       | 2015                       | Turquoise                   |
| 552        | Urbino 18 III                  | Solaris       | 2016                       | Turquoise                   |
| 553        | Urbino 18 III                  | Solaris       | 2016                       | Turquoise                   |
| 554        | Urbino 18 III                  | Solaris       | 2016                       | Turquoise                   |
| 555        | Urbino 18 III                  | Solaris       | 2016                       | Turquoise                   |
| 556        | Urbino 18 IV                   | Solaris       | 2017                       | Turquoise                   |
| 557        | Urbino 18 IV                   | Solaris       | 2017                       | Turquoise                   |
| 558        | Urbino 18 IV                   | Solaris       | 2017                       | Turquoise                   |
| 559        | Urbino 18 IV                   | Solaris       | 2017                       | Turquoise                   |

### Tramway
- 19 CAF Urbos 3 nos 801 à 819

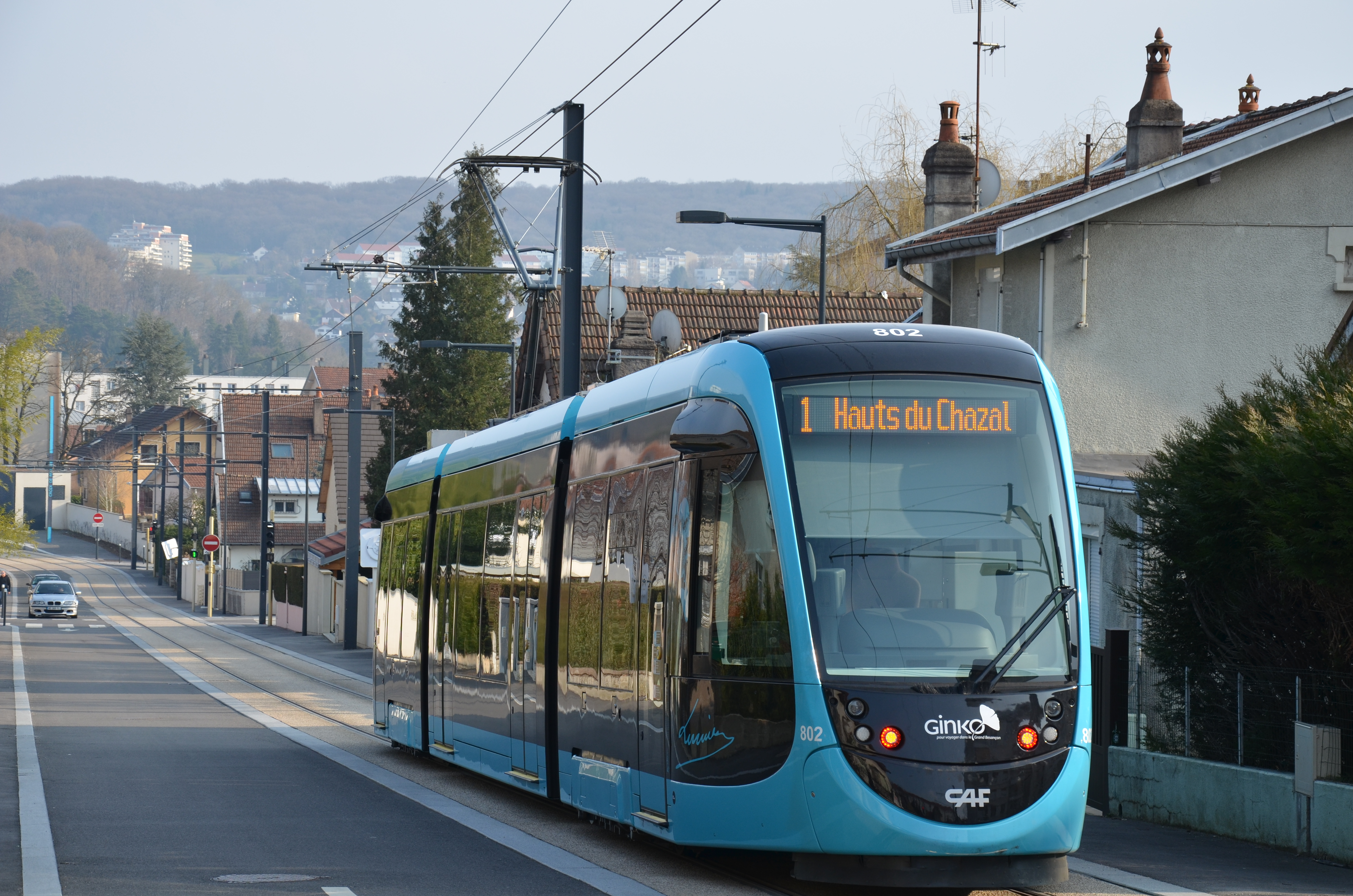
La ligne 1 du tramway, près de la station Croix de Palente.

- 2 Alstom Citadis 305 n°902 à 903 (5 rames prévues en 2025)

## Véhicules des sous-traitants

### Keolis Monts Jura
| Marque/Modèle         | Années de mises en service            | Nombre | Remarques                                        |
| --------------------- | ------------------------------------- | ------ | ------------------------------------------------ |
| Irisbus Axer          | 2007                                  | 2      | Les exemplaires de 2002 ont été réformés en 2017 |
| Irisbus Crossway      | 2009 à 2010                           | -/+ 5  |                                                  |
| Mercedes-Benz Intouro | 2008 à 2009, 2011 à 2012, 2016 à 2017 | ?      |                                                  |
| Isuzu Turquoise       | 2018                                  | 1      |                                                  |
| Otokar Navigo         | 2011                                  | 2      |                                                  |
| Peugeot Boxer         | 2006                                  | 1      |                                                  |

### Nexos
| Modèle                | Années de mise en service | Nombre | Remarques |
| --------------------- | ------------------------- | ------ | --------- |
| Mercedes-Benz Intouro | 2008, 2014 à 2016, 2019   | -/+ 15 |           |

### GTV Transports (groupe Transmontagne)
| Modèle                 | Années de mise en service                         | Nombre | Remarques                                                                                |
| ---------------------- | ------------------------------------------------- | ------ | ---------------------------------------------------------------------------------------- |
| Iveco Bus Crossway Pop | 2017                                              | 2      | Une dizaine à l'origine. Seuls deux ont été rachetés par le nouveau propriétaire en 2021 |
| Mercedes-Benz Intouro  | 2017 à 2023                                       | 13     |                                                                                          |
| Heuliez Bus GX 127     | 2011 (ex Aix en Provence, depuis 2021 à Besançon) | 1      |                                                                                          |
| Mercedes-Benz Sprinter | Années 2010 2016 et 2024                          | -/+ 5  |                                                                                          |

## Anciens véhicules du réseau.
Voici un tableau non exhaustif des véhicules ayant circulé sur le réseau, et qui aujourd'hui sont réformés.
| Modèle                  | Numérotation            | Années de mise en service                                                                                  | Années de réforme | Remarques |
| ----------------------- | ----------------------- | --- | --- | --- |
| Mercedes-Benz O520 Cito | n°41 à 43               | 2000 (41 et 42), 2002 (43)                                                                                 | 2013 | Ne roulaient plus depuis 2011 |
| Van Hool A508           | n°50, 59 à 75           | 1989 (59 et 60), 1990 (61), 1992 (62 à 64), 1994 (65 à 71), 1997 (72 à 75), 2007 (50)                      | 2007 (63 et 64), 2008 (59 et 65), 2009 (60) 2010 (61 et 62), 2011 (67), 2013 (68) 2014 (66, 69 à 71), 2015 (72 à 75), 2016 (50)                  | 50 ex-Belfort (1997 à 2007) 67 incendié en 2011 |
| Heuliez Bus GX 117/117L | n°76 à 85               | 2002 (76), 2003 (77, 78), 2004 (80 à 82), 2005 (83 à 84) 2006 (85)                                         | 2018 (76 à 79), 2019 (82), 2020 (80), 2021 (83, 85), 2022 (84), 2023 (81)                                                                        | Les véhicules n°77 à 85 sont des GX117 L contrairement au 76 qui était un GX117.                                                                              |
| Heuliez Bus GX 127L     | n°86 à 95               | 2007 (86, 87), 2008 (88), 2009 (89), 2010 (90), 2011 (91, 92, 93), 2012 (94, 95)                           | 2024 (87) | |
| Van Hool A300           | n°101 à 104             | 1992 (101 à 104)                                                                                           | 2009 (104), 2010 (102), 2011 (103), 2014 (101)                                                                                                   | |
| Heuliez Bus GX 317      | n°105 à 124             | 1995 (105 à 112), 1996 (113), 1997 (114 à 119), 1998 (120 à 124)                                           | 2012 (105), 2016 (106 à 118), 2017 (119, 121,123) 2018 (122 et 124)                                                                              | Le 105 servait de bus info, renuméroté 1040 en 2017,tandis que le 124 a appartenu au CCAS (sensibilisation aux handicaps) jusqu'en 2022                       |
| Heuliez GX 107          | n°259 à 267, 284 et 285 | 1984 (259 à 267), 1987 (284/285)                                                                           | 2004 (259 à 267), 2006 (284/285) | |
| Renault VI PR100.2      | n°268 à 283, 286 à 296  | 1986 (268 à 277), 1987 (278 à 283), 1988 (286 à 291), 1989 (292) 1990 (293 à 296)                          | 2005 (268 à 272), 2006 (273 à 283), 2007 (287 à 288), 2008 (289 à 292), 2010 (293 à 296)                                                         | Le véhicule n°271 a servi de bus info de sa réforme jusqu'en 2013.                                                                                            |
| Van Hool A500           | n°297 à 325             | 1991 (297 à 312), 1992 (313 à 316), 1994 (317 à 325)                                                       | 2010 (313), 2011 (297 à 301, 303, 310) 2012 (309), 2013 (302, 306, 307, 312) 2014 (304, 305, 308, 311, 314 à 325)                                | Le véhicule n°314 servait de bus pelliculé |
| Heuliez Bus GX 317 GNV  | n°401 à 442             | 1999 (401 à 409), 2000 (410 à 416), 2001 (417 à 426), 2002 (427 à 434), 2003 (435 à 438), 2004 (439 à 442) | 2018 (401 à 414, 416, 418 à 426, 430, 431, 434, 438) 2019 (405, 415, 417, 427, 428, 441), 2020 (429, 433), 2021 (432, 435, 436, 439), 2023 (437) | Véhicules n°440, 442 en service. Les véhicules n°401 à 438 sont équipés d'un moteur Renault MGDR 06.20.45, tandis que les 439 à 442, d'un Iveco Cursor 8 GNV. |
| Heuliez Bus GX 327 GNV  | n°443 à 452             | 2006 (443 à 446), 2007 (447 à 450),2008 (451 à 452)                                                        | 2020 (448) | Véhicule n°448 déclassé en juillet 2020 à la suite d'un accident (mars 2020)                                                                                  |
| Heuliez Bus GX 187      | n°515 à 520, 524        | 1985 (515 à 517), 1986 (518 à 523), 1989 (524)                                                             | 1989 (522 et 523), 2006 (515 à 520), 2010 (524)                                                                                                  | 522 et 523 revendus à la STRD (actuel réseau Divia) en 1989.                                                                                                  |
| Renault VI PR 180.2     | n°521, 525              | 1986 (521), 1990 (525)                                                                                     | 2006 (521), 2010 (525) | |
| Van Hool AG700          | n°526 à 530             | 1991 (526 à 527), 1992 (528), 1994 (529 à 530)                                                             | 2011 (527), 2012 (526), 2014 (528, 529), 2016 (530)                                                                                              | 530 préservé à l'ASBV de sa réforme à 2018, puis ASTRD. |
| Heuliez Bus GX 417      | n°531 à 534             | 1996 (531 à 533), 1998 (534)                                                                               | 2011 (531, 533), 2015 (532, 534) | |
| Irisbus Agora L GNV     | n°501 à 509             | 2002 (501 à 503), 2003 (504 à 507), 2005 (508 à 509)                                                       | 2020 (501, 503), 2021 (502, 507), 2022 (504, 505, 508, 509), 2023 (506)                                                                          | |

Les sous-traitants ont pendant un temps possédé les véhicules suivants (à compléter) :
Keolis Monts Jura :
Renault Tracer (de -/+ 1990 à 2009)
Karosa/Renault Récréo €2 (de 1999 à 2015)
Irisbus Récréo (de 2004 à 2019)
Renault Arès (de 2000 à 2016)
Setra S315 (de 2002 à 2018)
Mercedes Benz Conecto (de 2002 à 2016)
Irisbus Arway (de 2007 à 2020)
Mobilités Bourgogne Franche Comté (ex Nexos, ex RDTD) :
Renault FR1 (de -/+ 1995 à -/+ 2010)
Renault Arès (de 1999 à 2014)
Irisbus Récréo (de 2004 à 2018)
Setra S315 (de 2003 à 2017)
Grosperrin Tourisme Voyages
Van Hool T916 (de 2001 à -/+ 2015)
Irisbus Récréo (de 2002 à 2017)
Irisbus Récréo 2 (de 2007 à 2019)
Otokar Navigo (de 2010 à 2021)
Yutong TC 9 et 12 (de 2018 à 2021)
Fast Concept Car Starter et Scoler (de 2010 à 2021)

## Livrée

### Description
À l'occasion de la réorganisation profonde du réseau, causée par la mise en service du tramway (1er septembre 2014), une nouvelle livrée bleu turquoise apparaît sur l'ensemble des rames de tramway et progressivement sur les nouveaux autobus.
L'ancienne livrée était composée d'un dégradé de 7 teintes, allant du bleu métallisé au gris métallisé.

### Un réseau, deux livrées
L'ensemble des véhicules ayant eu une plaque d'immatriculation SIV (type AA-000-AA) à leur mise en service, soit après avril 2009 sont dotés de la livrée bleu turquoise du réseau Ginko, à l'exception des véhicules n°86 et 88. La répartition des livrées est détaillée dans l'état de parc.

## La boutique

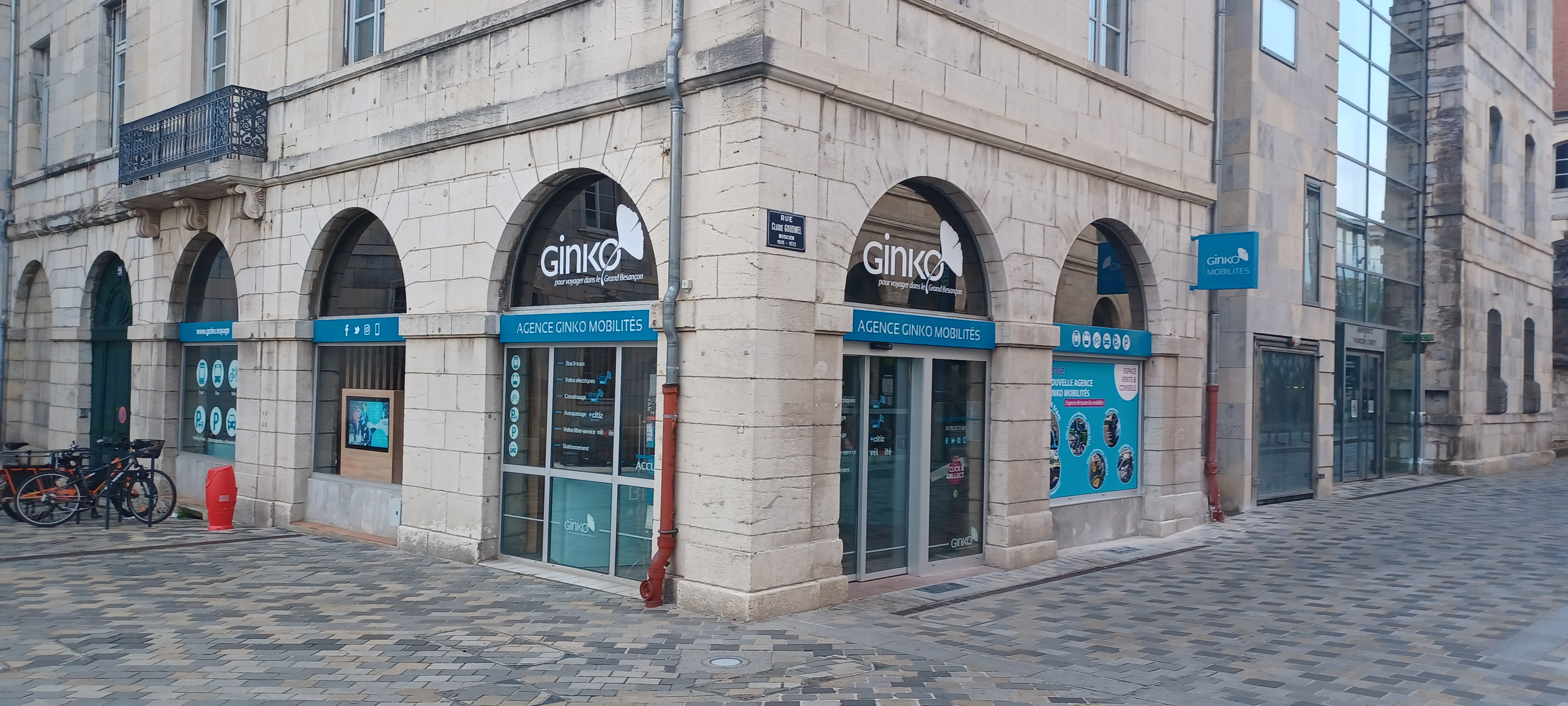
La boutique Ginko, située Place de la Révolution.

Initialement située place du 8 septembre, la boutique Ginko a été déplacée au Centre Saint Pierre, à proximité du pôle d'échanges République en 2014, lors de la mise en service du tramway. Les locaux, alors situés dans un espace commercial en désuétude et ne répondant plus aux normes, ont déménagé en 2022 Place de la Révolution.
À la boutique, les visiteurs peuvent :
- recharger une carte ou acheter un ticket à l'aide d'un distributeur ;
- demander des informations ou déposer une réclamation au personnel d'accueil ;
- s'informer des horaires de bus, de tram ou des cars départementaux et régionaux ;
- prendre le magazine de la ville ou de l'agglomération.